# Dušan Poliačik
Dušan Poliačik (né le 11 février 1955 à Dobroč) est un haltérophile tchécoslovaque.

## Carrière
Dušan Poliačik participe aux Jeux olympiques de 1980 à Moscou et remporte la médaille de bronze dans la catégorie des poids mi-lourds.